# Les Amis de Tristan L'Hermite
Les Amis de Tristan L'Hermite est une association loi de 1901 fondée en 1979 à l'initiative d'Amédée Carriat et de l'éditeur René Rougerie.
L'association réunit des chercheurs en littérature française du XVIIe siècle autour de l'œuvre de Tristan L'Hermite, organise des colloques internationaux et présente la plupart de ses publications dans les « Cahiers Tristan L'Hermite » édités chez Rougerie.

## Historique
En 1955, 300e anniversaire de la mort de l'écrivain, Amédée Carriat publie Tristan ou l'Éloge d'un poète et inaugure un courant d'études tristaniennes qui se développe bientôt en Italie, en Allemagne, au Canada et aux États-Unis.
L'association Les Amis de Tristan L'Hermite est créée en 1979 avec l'éditeur René Rougerie, répondant au projet entrepris par Amédée Carriat dès 1977, « double réalisation » associée à la publication des « Cahiers Tristan L'Hermite ».

## Les « Cahiers Tristan L'Hermite »
L'association Les Amis de Tristan L'Hermite, qui organise des colloques et des journées d'études en France et à l'étranger, publie chaque année les résultats de ses travaux dans une revue collective, les « Cahiers Tristan L'Hermite » qui ont « pour mission de diffuser l'œuvre de Tristan, en demandant aux spécialistes de l'auteur ou de ses contemporains d'y contribuer », et qui « comportent dans chaque numéro une mise à jour de la bibliographie tristanienne » :
| - 1979 no I : « Le Dépaysement dans l'œuvre de Tristan » - 1980 no II : « Autour du Page disgracié » - 1981 no III : « Tristan dans son temps » - 1982 no IV : « Tristan et le théâtre » - 1983 no V : « Tristan poète lyrique » - 1984 no VI : « Tristan et les arts » - 1985 no VII : « La Mort de Sénèque à la Comédie-Française » - 1986 no VIII : « Tristan et la mélancolie (1) : Autour de La Folie du sage » - 1987 no IX : « Tristan et la mélancolie (2) » - 1988 no X : « Tristan et l'Europe » - 1989 no XI : « Tristan et la société de son temps » - 1990 no XII : « Tristan et l'Antiquité » - 1991 no XIII : « Tristan et le comique » - 1992 no XIV : « Questions de poétique » - 1993 no XV : « Tristan et le langage » - 1994 no XVI : « Tristan et la politique » | - 1995 no XVII : « Les fortunes de Tristan » - 1996 no XVIII : « Paysages tristaniens » - 1997 no XIX : « Tristan et les mythes » - 1998 no XX : « Tristan poète de l’amour » - 1999 no XXI : « Tristan : Proses » - 2000 no XXII : « Tristan : Théâtre » - 2001 no XXIII : « Tristan : Poésie » - 2002 no XXIV : « Le quatrième centenaire : Actes de la journée d'étude du 28 septembre 2001 à Limoges » - 2003 no XXV : « Dédié à Amédée Carriat » - 2004 no XXVI : « Nouvelles perspectives tristaniennes » - 2005 no XXVII : « Actes de la journée d'étude du 15 janvier 2005 sur Le Page Disgracié » - 2006 no XXVIII : « Thèmes et variations » - 2007 no XXIX : « Les paratextes dans l'œuvre de Tristan L'Hermite » - 2008 no XXX : « Tristan L'Hermite et le théâtre de son temps » | - 2009 no XXXI : « Lire Tristan aujourd'hui » - 2010 no XXXII : « Le Texte et l'Image au temps de Tristan » - 2011 no XXXIII : « Tristan et la musique de son temps » - 2012 no XXXIV : « Tristan et la prose narrative de son temps : la fiction » - 2013 no XXXV : « Actes de la journée d’études du samedi 16 février 2013 : Croyance/incroyance au temps de Tristan L’Hermite » - 2014 no XXXVI : « Actes de la journée d’études du 22 mars 2014 : Tristan et la culture aristocratique » - 2015 no XXXVII : « Tristan autour du monde » - 2016 no XXXVIII : « À la recherche du style de Tristan » - 2017 no XXXIX : « Tristan et le regard » - 2018 no XL : « Minerve pensive : la réflexion sur la guerre au temps de Tristan » - 2019 no XLI : « Tristan L'Hermite et l'académie française » - 2020 no XLII : « Tristan L'Hermite et le théâtre du XVIe siècle » |

Après la disparition de René Rougerie, en 2010, « son fils Olivier Rougerie ne souhaitant pas poursuivre la collaboration, l'association devient seul éditeur ». Le siège est désormais associé à la mairie de Janaillat.
Vingt-quatre articles des Cahiers (no II à XXXIV) consacrés au Page disgracié ont été réunis et réédités par les Classiques Garnier en 2013.

## Composition de l'Association des Amis de Tristan L'Hermite
Lors de sa création, en 1979, l'association des Amis de Tristan L'Hermite se constitue autour d'un comité d'honneur :
- Marcel Arland, de l'Académie française
- Georges-Emmanuel Clancier, ancien président du PEN Club français
- Henri Hemmer, directeur honoraire des Archives de la Creuse
- Raymond Lebègue, de l'Académie des inscriptions et belles-lettres
- Le comte Pierre de L'Hermite
- Jean Mesnard, professeur à la Sorbonne
- Georges Mongrédien
- René Pintard, professeur honoraire à la Sorbonne
- Robert Sabatier, de l'Académie Goncourt
- Jacques Scherer, professeur honoraire à la Sorbonne

Le bureau de l'association est alors représenté par :
- Président : Jacques Morel, professeur à la Sorbonne
- Vice-présidents : Jean-Pierre Chauveau, professeur à l'université de Nantes ; Pierre Menanteau, ancien président de la Maison de la Poésie
- Secrétaire : Amédée Carriat
- Trésorier : Jean Michaud

### Ouvrages cités
- Amédée Carriat, Tristan, ou L'éloge d'un poète, Limoges, Éditions Rougerie, 1955, 146 p.
- Jean-Pierre Chauveau et al., Tristan L'Hermite, Œuvres complètes (tome III) : Poésie II, Paris, Honoré Champion, coll. « Sources classiques » (no 42), 2002, 736 p. (ISBN 978-2-7453-0607-4)

### Cahiers Tristan L'Hermite
- Cahiers Tristan L'Hermite, Tristan et l'Europe, Limoges, Éditions Rougerie (no X), 1988, 92 p.
- Cahiers Tristan L'Hermite, Dédié à Amédée Carriat, Limoges, Rougerie (no XXV), 2003, 112 p. (ISBN 2-85668-099-2)
René Rougerie, Éloge d'un poète, p. 10–12
Claude Kurt Abraham, Tristan outre-Atlantique, p. 18–27
- Véronique Adam et al., Sur Le Page disgracié : vingt-quatre études des "Cahiers Tristan L'Hermite", Limoges, Classiques Garnier (no II à XXXIV, extraits), 2013, 270 p. (ISBN 978-2-8124-1162-5)
- Cahiers Tristan L'Hermite, Tristan et la musique de son temps, Janaillat, Les Amis de Tristan L'Hermite (no XXXIII), 2011, 125 p. (ISBN 978-2-8124-0355-2)
Alain Génetiot, Compte-rendu de l'assemblée générale du 11 septembre 2010, p. 120–122